# Гусев, Евгений Павлович
Евге́ний Па́влович Гу́сев (15 октября 1948 — 2 февраля 2019) — советский и российский поэт, прозаик. Заслуженный работник культуры РФ, член Союзов писателей и журналистов России. Ветеран МВД, полковник в отставке.

## Биография
Родился 15 октября 1948 года в деревне Перекладово Даниловского района Ярославской области в семье учителя. С 1961 года жил в Ярославле, где в 1970 году окончил Государственный педагогический институт имени К. Д. Ушинского (факультет физвоспитания).
Работал учителем (в чувашской сельской школе, 1970—1971), преподавателем в системе профтехобразования (1972—1976), с 1976 года сотрудник органов внутренних дел (полковник, в 2004 году уволен в запас).

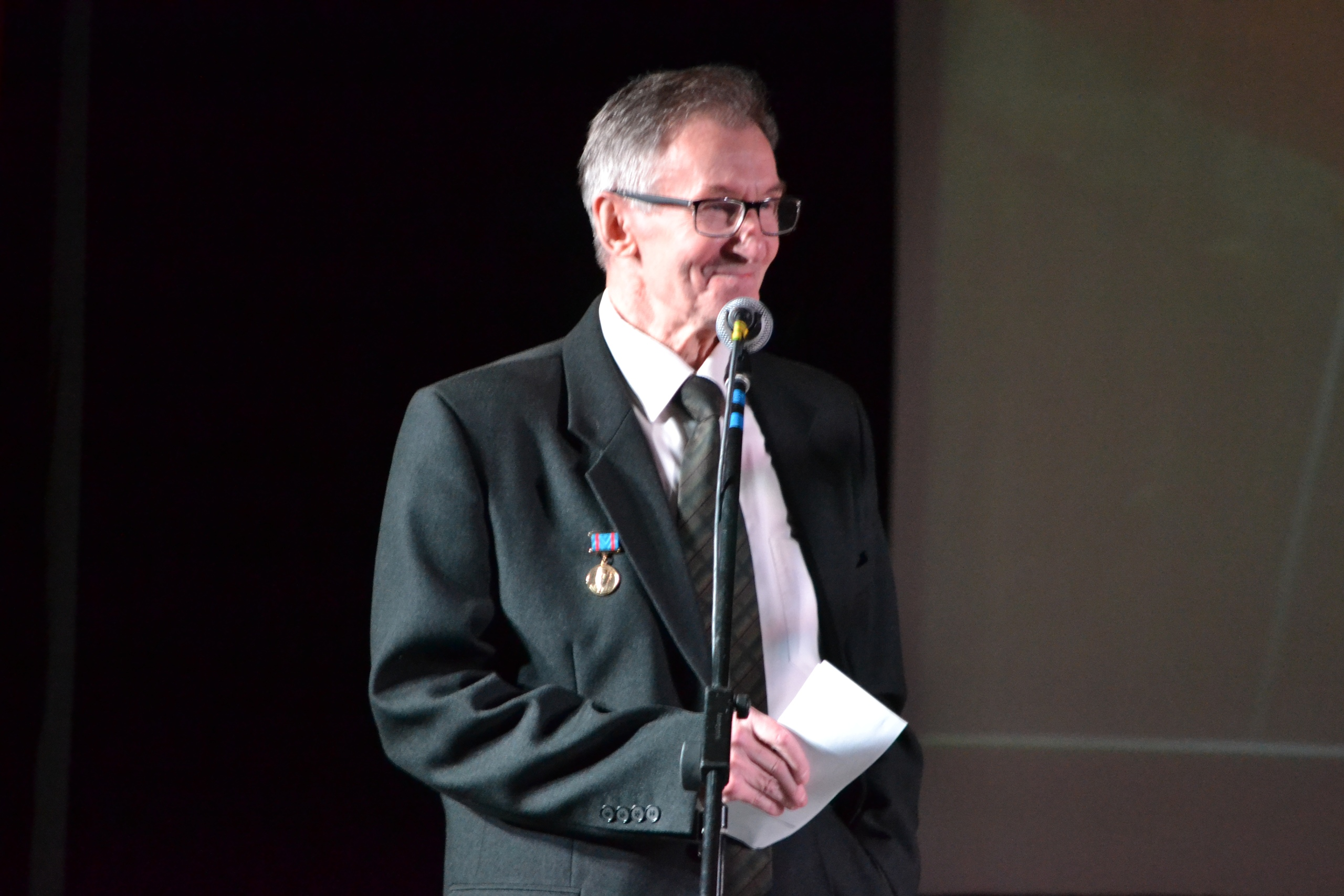
Е. П. Гусев на юбилейном вечере, 2018 год

Поэтический дебют Евгения Гусева состоялся в 1972 в газете «Советская Армия». В дальнейшем публиковался в журналах «Наш современник», «Юность», «На боевом посту», «Щит и меч», «Милиция», «Ветеран», «Ветеран МВД России», «Вокруг смеха», «Крокодил», московском альманахе «Эолова арфа», международном журнале «Поэт», газетах «Правда», «Литературная газета», «Литературная Россия», «Труд», «Известия» и др. Основные направления творчества — стихи, рассказы, очерки о деревне, о ветеранах Великой Отечественной, афганской и чеченской войн, лирика, переводы восточной поэзии, юмор и сатира. Песни на стихи Евгения Гусева берут в репертуар известные ярославские исполнители — Л. Харинюк, М. Сим, В. Корнилов, Н. Ксюк, В. Малышева, Е. Гарцев и др. Песня «Мой город» (композитор Г. Митяев) считается одним из лучших музыкально-поэтических произведений о Ярославле.
Член Союза писателей России с 1995 года, Союза журналистов России с 1997 года. С 2013 по 2018 год — председатель ярославского областного отделения Союза писателей России.

## Награды
- Почётное звание «Заслуженный работник культуры РФ»[9][14];
- Победитель Международного литературного конкурса, посвящённого памяти писателя Константина Симонова (2014, 2018)[15][16];
- Победитель Международного конкурса имени поэта и воина Игоря Григорьева (2017)[17];
- Победитель Всероссийского литературного конкурса «Твои, Россия, сыновья» (2017)[18];
- Дипломант в номинации «Поэзия» Международного конкурса на соискание премии имени О. Бешенковской (Германия, 2012)[19];
- Высшая награда Совета ветеранов МВД — орден «За заслуги»[20][21].